# Cryphaea jamesonii
Cryphaea jamesonii är en bladmossart som beskrevs av Thomas Taylor 1848. Cryphaea jamesonii ingår i släktet Cryphaea och familjen Cryphaeaceae. Inga underarter finns listade i Catalogue of Life.